# Lönsboda BK
Lönsboda BK i Lönsboda, Osby kommun, var en svensk brottarklubb som grundades 1950 och hade sin hemmamatta i Folkets park. Klubben var framgångsrik i början av 1970-talet. Säsongen 1974/1975 var man i Elitserien. Brottningsverksamheten är sedan år 2004 nedlagd.

### Fotnoter
1. ↑  Henrik Schönbeck (27 februari 2013). ”Brottaren från Vilshul”. Recito förlag. http://www.litenupplaga.se/1196. Läst 8 november 2013.